# Riccardo Paciocco
Riccardo Paciocco (Caracas, 25 de marzo de 1961) es un exfutbolista y entrenador italo-venezolano, que jugaba como centrocampista. Jugó la mayor parte de su carrera entre el US Lecce, AS Reggina 1914, AC Milan, y el Vacri, su último equipo.
Centrocampista, disputó casi 300 partidos en las ligas profesionales italianas, incluidas cuatro temporadas en la Serie A con el Milan, el Lecce y el Pisa, en las que marcó cinco goles en 74 encuentros.

## Biografía
Nació en la ciudad de Caracas, de padre abruzzés y madre argentina. A los cuatro años se trasladó a Italia, a la ciudad de Vacri, en la provincia de Chieti, donde sigue residiendo.

## Carrera profesional
Creció como futbolista en las categorías inferiores del Torino. A partir de 1979 jugó primero en el Rosetana y luego en el Teramo, pero fue con el Jesi con el que despuntó, marcando, en dos temporadas en la Serie C2, 26 goles en 60 partidos que le valieron la llamada del Milan. Con los rossoneri entrenados por Ilario Castagner, que acababa de regresar a la Serie A, el delantero sólo disputó 4 partidos (2 de ellos de liga), todos como suplente. Su debut con los lombardos se remonta al 24 de agosto de 1983 en la Coppa Italia contra el Padova.
En octubre de 1983 fue vendido al U. S. Lecce, a cuyo primer ascenso a la Serie A contribuyó con 9 goles en el campeonato de Serie B de 1984-1985 . En cuatro temporadas con el equipo de Salento marcó 15 goles en 104 partidos entre la máxima categoría y la Serie B. En 1987 fue vendido al Pisa , con el que disputó 21 partidos y marcó un gol en la Serie A. Regresó al Lecce, esta vez en la máxima categoría, en 1988-1989 marcó 2 goles en 26 partidos bajo la dirección de Carlo Mazzone.
En 1989 fichó por el Reggina, de la Serie B. En el Reggina - Triestina (2-1), valedero para el campeonato de la Serie B 1989-1990, pitó un penalti con rabona en el minuto 91.
Disputó un total de 74 partidos y marcó 5 goles en la Serie A con las camisetas del Milan, Lecce y Pisa.

## Palmarés

#### Competiciones nacionales
- Serie B: 1984-1985

#### Competiciones internacionales
- Copa Mitropa: 1987-1988